# Айдарово
Айда́рово (рос. Айдарово, чув. Акчура) — присілок у складі Козловського району Чувашії, Росія. Входить до складу Андрієво-Базарського сільського поселення.
Населення — 18 осіб (2010; 24 у 2002).
Національний склад:
- чуваші — 96 %